# Aeroportul Afutara
Aeroportul Afutara (IATA: AFT, ICAO: AGAF) este un aeroport din Malaita Province⁠(d), Insulele Solomon.
Situat la o altitudine de 9 m, aeroportul dispune de o singură pistă.